# Tarantula (romanzo)
Tarantula, pubblicato in Italia anche con il titolo di Tarantola (Tarantula) è un romanzo  di genere sperimentale e di ispirazione autobiografica scritto da Bob Dylan fra il 1965 ed il 1966. È stato pubblicato ufficialmente nel 1971 anche se era stato messo ufficiosamente in commercio già nel 1966.
Il testo - scritto dall'autore all'età di circa venticinque anni - impiega lo stile narrativo detto del flusso di coscienza, una tecnica letteraria già adottata da artisti come Jack Kerouac, William S. Burroughs e Allen Ginsberg.

## Storia
Un capitolo del libro - il cui stile letterario visionario ed ermetico è stato fonte di controversie critiche - si ispira in forma di parodia ad una canzone del musicista folk Leadbelly, Black Betty. Altri motivi ispiratori sono rintracciabili anche nelle note di copertina di due album discografici coevi del cantautore di Duluth, Bringing It All Back Home e Highway 61 Revisited.
Parlando in seguito del suo scritto, Dylan lo ha definito un'opera incompiuta. In taluni casi è giunto a rinnegarlo, affermando di non avere mai avuto la reale intenzione di scrivere un libro. Più probabilmente Dylan volle emulare un altro musicista, John Lennon, che aveva dato alle stampe un lavoro centrato sul nonsense tipicamente britannico, intitolato In His Own Write (Nel suo proprio scritto), sottolineando l'implicita forzatura del suo manager del tempo, Albert Grossman, a scrivere anch'egli un testo letterario di proprio pugno..

## Struttura

### Personaggi principali

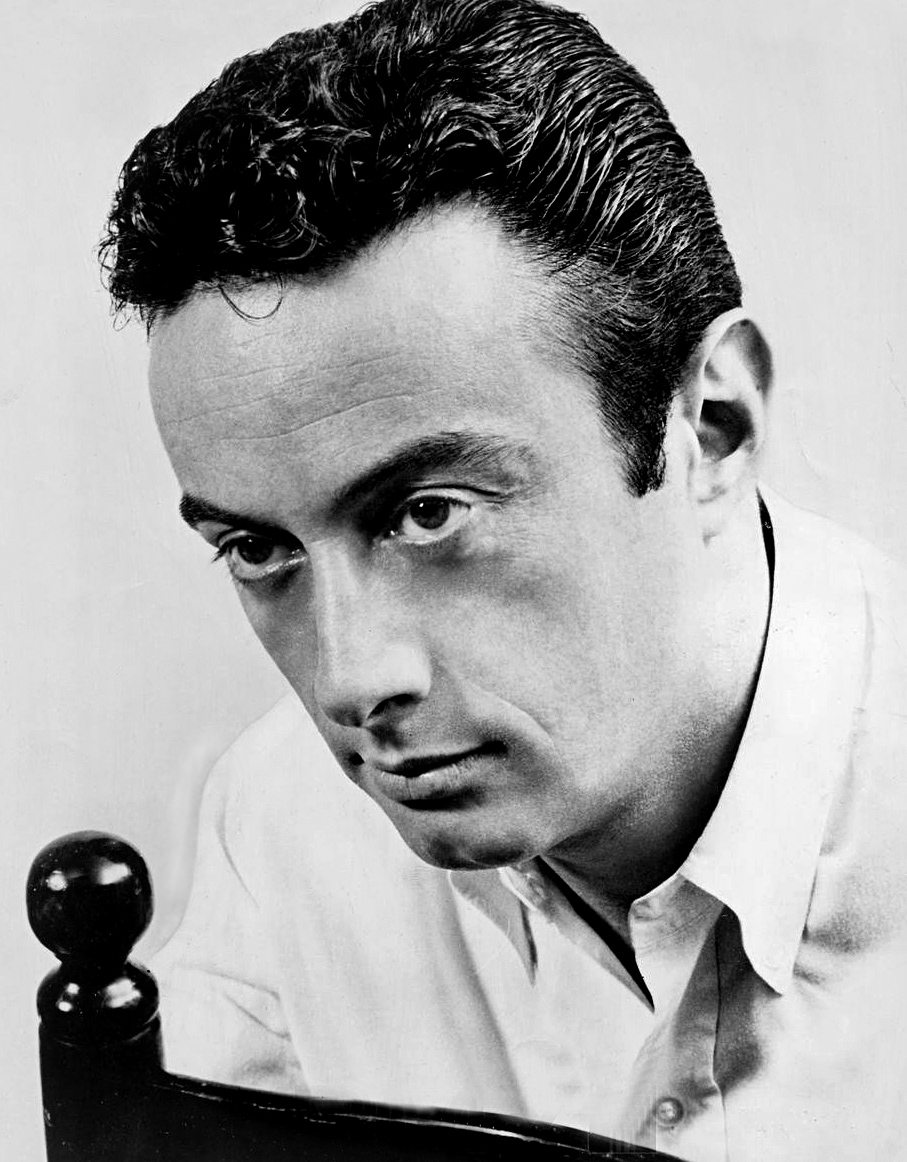
Lenny è un personaggio dedicato alla memoria di Lenny Bruce, comico morto nel 1966, durante la composizione di Tarantula

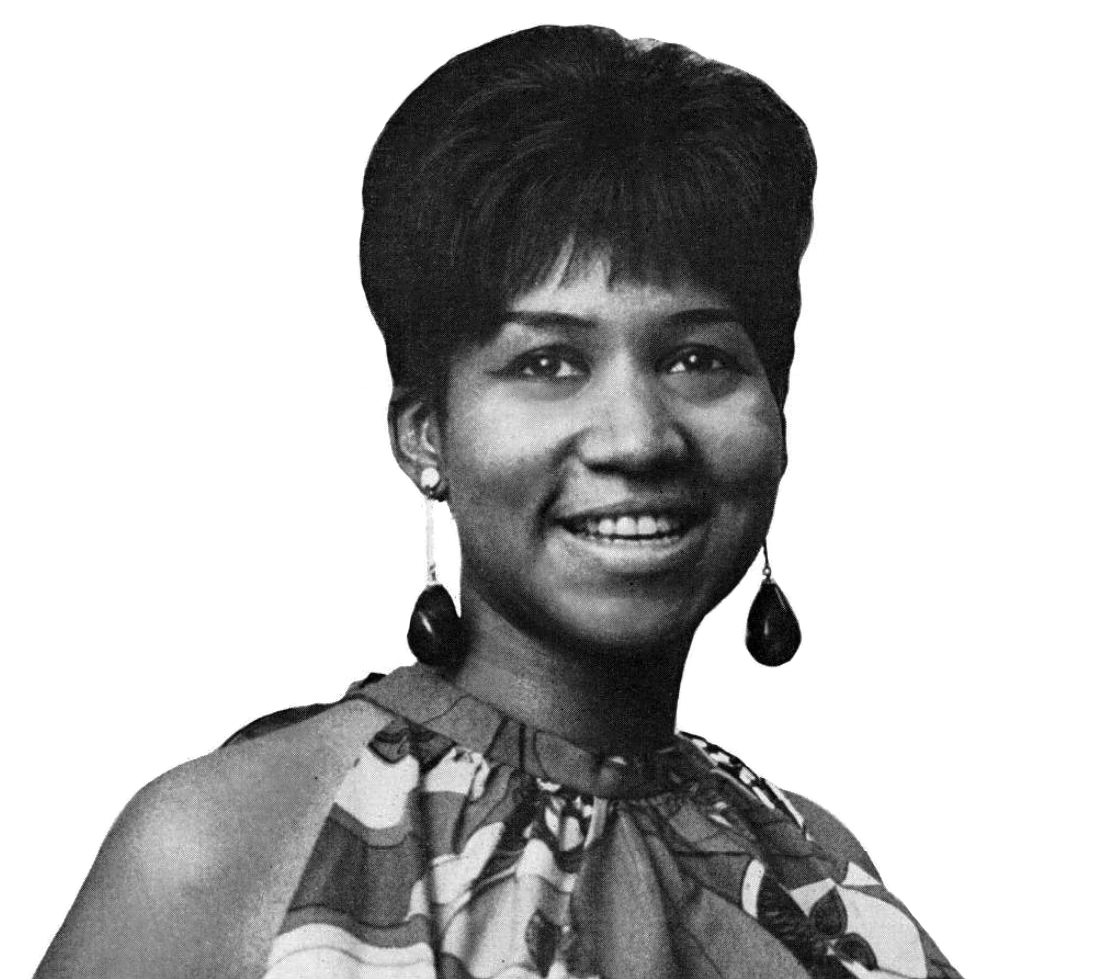
Aretha, figura dedicata ad Aretha Franklin, è una delle muse ispiratrici del romanzo

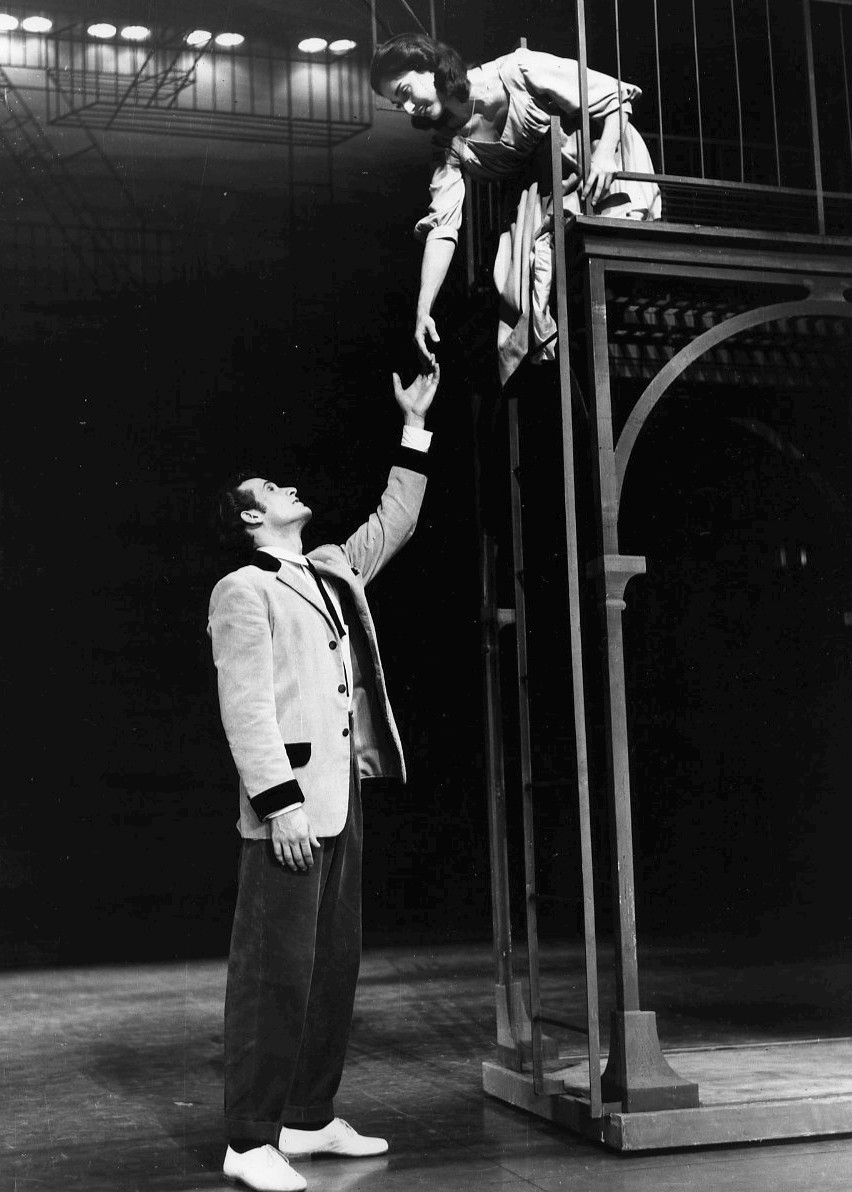
Il personaggio di Maria è forse ispirato all'omonima protagonista di West Side Story, qui nella scena del balcone

In Tarantula si susseguono innumerevoli personaggi, taluni reali o verosimili, altri invece di totale fantasia. È però bene ricordare come Bob Dylan, sebbene dipendente dal flusso di coscienza, utilizzi un preciso schema narrativo che richiama le opere classiche, facendo soventi allusioni a divinità e muse ispiratrici. Tra quelle che l'autore rievoca con maggior frequenza, si possono ricordare tre fondamentali fonti d'ispirazione:
- Aretha Franklin: specificata anche solo come Aretha, è la prima fonte di ispirazione in ordine di comparsa. Oltre ad essere un omaggio alla grande cantante di rhythm and blues, è una chiara allusione alla Madre Terra (l'anagramma è earth(a), terra) e alla musa ispiratrice della musica, dell'arte, del canto e della danza. È la figura femminile nella sua forma più pura, più angelica, identificabile con l'Afrodite Urania di Platone o con la Venus Cœlestis dell'umanista Marsilio Ficino
- Maria: probabile riferimento al personaggio omonimo di West Side Story, è la figura libera e passionale dell'opera, complementare ad Aretha. Maria, nome latino, rimanda ai paesaggi del Texas, del Messico, dei Caraibi e quindi, agli occhi di un giovane statunitense degli anni '60, simbolo di ogni evasione esistenziale e sessuale. Identificabile con la donna terrena ed emancipata, Maria è l'equivalente della platonica Afrodite Pandemia o della Venus Vulgaris (nel senso di naturale) del commento di Ficino al Simposio

- Lenny: terzo ispiratore fondamentale, è un omaggio a Lenny Bruce, irriverente comico americano morto proprio negli anni della stesura del romanzo. Nominato solo a partire dal capitolo 21, Lenny è l'ultima fonte d'ispirazione, l'unica maschile, ad apparire in Tarantula. Con questo personaggio Dylan ritrae, nel bene e nel male, la caustica personalità del comico scomparso, ciò che nello studio del folklore è rappresentato dal trickster, figura anticonvenzionale che passa continuamente nel labile confine tra ciò che risulta accettabile e ciò che è riprovevole da parte della società[3]

|    | Titolo                                                                              | Titolo originale                                                          | Personaggi nominati |
| -- | ----------------------------------------------------------------------------------- | ------------------------------------------------------------------------- | --- |
| 1  | Armi da fuoco, il boccalibro del falcone e Mandrillone impunito                     | Guns, the Falcon's Mouthbook & Gashcat Unpunished                         | Adamo, Allah, Apollo, Aretha Franklin, Bing Crosby, Edgar Bergen, George Washington, Giobbe, J. C. Penney, J. P. Belmondo, Lawrence Welk, Leadbelly, Liberace, Lord Byron, Maometto, Tab Hunter, Thomas Jefferson, Tom Sawyer |
| 2  | Un bicchiere bislacco con lo straniero spilungone                                   | Having a Weird Drink with the Long Tall Stranger                          | Black Betty (protagonista della canzone omonima) |
| 3  | (Oziosa come una strega)                                                            | (Pointless Like a Witch)                                                  | Abramo, Fats Domino, Omero |
| 4  | Ballata sul giro di sia bemolle                                                     | Ballad in Plain Be Flat                                                   | John Edgar Hoover |
| 5  | Dell'infrangere la barriera del suono                                               | On Busting the Sound Barrier                                              | Peetie Wheatstraw |
| 6  | La colonnina di mercurio scende                                                     | Thermometer Dropping                                                      | Costantino I, George Armstrong Custer, Martin Lutero |
| 7  | Preludio al plettro                                                                 | Prelude to the Flatpick                                                   | Adolf Hitler, Aretha Franklin, Ernest Tubb, Grace Kelly, James Cagney, Monna Lisa, Sophia Loren |
| 8  | Maria su una lancia da parata                                                       | Maria on a Floating Barge                                                 | Barry Goldwater, Jane Russell, Lyndon B. Johnson, Madonna, Maria del Tempio, Sam Snead, Walter Jenkins |
| 9  | Sabbia nella bocca della stella del cinema                                          | Sand in the Mouth of the Movie Star                                       | Charlie Chan, Citizen Kane, Ernest Hemingway, Henry Miller, Ingmar Bergman, Igor Stravinskij, Jack London, James Baldwin, Thomas Edison |
| 10 | Tirare una corda intorno all'angolo del matto                                       | Roping Off the Madman's Corner                                            | James Arness, Robert F. Wagner jr. |
| 11 | Un saluto all'inedita Maria                                                         | Saying Hello to Unpublished Maria                                         | |
| 12 | Quaranta anelli di catena (una poesia)                                              | Forty Links of Chain (A Poem)                                             | Machine Gun Kelly, Shirley Temple |
| 13 | Soffocato da una boccata d'amore                                                    | Mouthful of Loving Choke                                                  | Arthur Murray, Campanellino, Crow Jane, Dean Martin (come Dino il barista), Frank Sinatra, Gorgeous George, Lawrence d'Arabia, Lady Godiva, Mae West, Robert Frost, Steve Canyon, Truman Capote |
| 14 | La corsa di cavalli                                                                 | The Horse Race                                                            | Bat Masterson, Edgar Allan Poe, Lyndon B. Johnson, Pogo |
| 15 | Una tascata di manigoldo                                                            | Pocketful of Scoundrel                                                    | Galileo Galilei, Grigorij Efimovič Rasputin, Sabu |
| 16 | Mr. Incapace dà l'addio al lavoro e incide un disco                                 | Mr. Useless Says Good-bye to Labor & Cuts a Record                        | Earl Warren (in particolare il rapporto Warren), Jack Roland Murphy |
| 17 | Consigli al fratello di Tiger                                                       | Advice to Tiger's Brother                                                 | Mosè |
| 18 | Dell'assistere ai tumulti da una cella lurida ovvero (La prigione non ha la cucina) | On Watching the Riot from a Filthy Cell or (The Jailhouse Has No Kitchen) | Cole Younger, Edipo, Francis Joseph Spellman, Mickey Mantle, Romeo |
| 19 | Disperato e Maria non si trova                                                      | Hopeless & Maria Nowhere                                                  | |
| 20 | Un ficcanaso sudista nel querciolo di Re Artù                                       | A Confederate Poke into King Arthur's Oakie                               | Abramo Lincoln, Adolf Hitler, Agnes Moorehead, Alfred Hitchcock, Andy Clyde, Barbablù, Barbanera, Barry Goldwater, Betsy Ross, Braccio di Ferro, Cappuccetto Rosso, Charles de Gaulle, Chet Huntley, David Brinkley, Donald O'Connor, Dwight D. Eisenhower, Fëdor Dostoevskij, Francisco Franco, George A. Custer, Groucho Marx, José Melis, Lady Godiva, Pinocchio, Robert E. Lee, Ted Kennedy |
| 21 | Un baciarsi di chitarre e il rimedio dei nostri tempi                               | Guitars Kissing & the Contemporary Fix                                    | Achille, Adolf Hitler, Federico García Lorca, Jerry Lee Lewis, John Brown, John Lee Hooker, H.G. Wells, Lenny Bruce, Peter Pan, Phineas Taylor Barnum, Roy Acuff |
| 22 | Consigli alla modella del vagabondo                                                 | Advice to Hobo's Model                                                    | Charlie "Bird" Parker, Dalila, Jack Paar |
| 23 | Una spaccata di lo-sconfitto-perde-tutto                                            | A Blast of Loser Take Nothing                                             | Antonio Vivaldi, Cary Grant, Jackie Gleason |
| 24 | far l'amore a proposito dell'amica di maria                                         | making love on maria's friend                                             | Francisco Goya, Omero, Socrate, Stephen Decatur |
| 25 | Un appunto al fattorino inteso come giovane disertore dell'esercito                 | Note to the Errand Boy as a Young Army Diserter                           | Bobby Kennedy, Elvis Presley, Fidel Castro, Jimmy Hoffa, Ronald Reagan, Yoghi |
| 26 | Un assaggio di schioppettata                                                        | Taste of Shotgun                                                          | Ercole, Joan Crawford |
| 27 | Lo stomp di Mae West (una favola)                                                   | Mae West Stomp (A Fable)                                                  | Hubert Humphrey, James McNeill Whistler, Mae West |
| 28 | Lo schianto della notte nera                                                        | Black Nite Crash                                                          | Aretha Franklin, Charlie Chaplin, Lear, Plutone |
| 29 | L'ostile schianto della notte nera                                                  | Hostile Black Nite Crash                                                  | Dottor Faust, Orione, Beau Geste (protagonista del film omonimo) |
| 30 | L'irresponsabile schianto della notte nera                                          | Unresponsible Black Nite Crash                                            | Davy Crockett |
| 31 | L'elettrico schianto della notte nera                                               | Electric Black Nite Crash                                                 | Aretha Franklin, Arthur Conan Doyle, Buddha, Cavaliere solitario, E. E. Cummings, Fernando Lamas, Lord Buckley, Sherlock Holmes |
| 32 | Lo schianto della notte nera di qualcuno                                            | Somebody's Black Nite Crash                                               | Adolf Hitler, Aldous Huxley, Ezra Pound, Robert Burns, Satana |
| 33 | Come lo schianto di quella notte nera                                               | Seems Like a Black Nite Crash                                             | Doris Day, Peter O'Toole, Phil Silvers |
| 34 | Trinca trinca che ti faccio un urlo di come la va                                   | Chug A Lug - Chug A Lug Hear Me Hollar Hi Dee Ho                          | |
| 35 | Paradiso, bassifondi e Maria in poche parole                                        | Paradise, Skid Row & Maria Briefly                                        | Afrodite, Fratelli Marx, Gesù |
| 36 | Un cazzotto di pacifista                                                            | A Punch of Pacifist                                                       | Gamal Abd el-Nasser, Thelonious Monk (come Thelonius Baker) |
| 37 | La sacra voce stridula e il mattino tintinnante                                     | Sacred Cracked Voice & the Jingle Jangle Morning                          | Cleopatra, François Rabelais, Gesù, Houdini, Tin Pan Alley |
| 38 | Cannato al corso di propaganda                                                      | Flunking the Propaganda Course                                            | Bob Hope, John Wayne, Orval Faubus, Zelda Sayre Fitzgerald |
| 39 | La scimmia di domenica                                                              | Ape on Sunday                                                             | Albert Einstein, Ester, Esopo, John Huston, William Shakespeare |
| 40 | Blues dell'angelo cowboy                                                            | Cowboy Angel Blues                                                        | Beatles, Black Ace, Bridey Murphy, Buddy Holly, Dracula, Gesù, Lee Marvin, Lili St. Cyr, Madame Nhu, Malcolm X, Martha Raye, Sancho Panza, Sigmund Freud |
| 41 | Blues della nostalgia sotterranea e il valzer biondo                                | Subterranean Homesick Blues & the Blond Waltz                             | Bo Diddley, Charles Atlas, Jayne Mansfield, Roy Rogers, Sfinge |
| 42 | L'umorismo maligno di Simon furioso                                                 | Furious Simon's Nasty Humor                                               | Lefty Frizzell |
| 43 | Il pianista l'ho trovato con gli occhi stortissimi ma ferrato quanto non mai        | I Found the Piano Player Very Crosseyed But Extremely Solid               | Jane Russell, John Wilkes Booth, Julius La Rosa, Sonny Rollins, Woody Guthrie |
| 44 | I manici li hanno presi i vandali (Opera lirica)                                    | The Vandals Took the Handles (An Opera)                                   | Alice Toklas, Bob Dylan, Carl Perkins, Cupido, Edipo, Gesù, Lazzaro |
| 45 | Uno sceriffo nell'ingranaggio                                                       | A Sheriff in the Machinery                                                | Albert Einstein, Bugs Bunny, Confucio, Fëdor Dostoevskij, Frankie Avalon, Franz Kafka, Fulton John Sheen, Herman Melville, Huey Long, Jean-Paul Sartre, Lev Tolstoj, Little Richard, Lupo de' Lupis, Ranieri III di Monaco, San Michele, Sigmund Freud, Søren Kierkegaard, Walter Cronkite, William Buckley                                                                                     |
| 46 | Un ciglio finto nella trasmissione di Maria                                         | False Eyelash in Maria's Transmission                                     | Adlai Stevenson, Howlin' Wolf |
| 47 | Al Araaf e il comitato dello scasso                                                 | Al Araaf & the Forcing Committee                                          | Amleto, Aretha Franklin, Clizia, D. H. Lawrence, Edgar Allan Poe, George Raft, Henry Miller, Lady Godiva, Liberace, Lilith, Medusa, Pau Casals, Richard Nixon, Tom Joad (protagonista di Furore) |

## Le edizioni
Il libro fu pubblicato da Dylan nel 1966, poco dopo l'incidente motociclistico di cui rimase vittima in quell'anno. Le prime cinquanta copie di prova in realtà erano state stampate su semplici fogli di carta extrastrong in formato A4 dalla Albion underground press di San Francisco, California, a metà del 1965.
Numerose copie ufficiose (al pari di bootleg discografici) iniziarono a circolare clandestinamente fino al 1971 quando il libro venne finalmente pubblicato in via ufficiale in USA da Macmillan & Scribner e in Inghilterra da MacGibbon & Kee.
Nel 2003 il periodico Spin ha pubblicato un articolo intitolato "Top Five Unintelligible Sentences From Books Written by Rock Stars" (Le maggiori cinque incomprensibili affermazioni tratte da libri scritti da rock-star). Dylan veniva citato al primo posto per Tarantula per la seguente frase: 
A metà degli anni 2000, dopo il successo registrato dal libro autobiografico Chronicles - Volume One, il controverso romanzo giovanile di Bob Dylan è stato pubblicato in nuova edizione per il mercato dell'Inghilterra e tradotto in lingua francese per il mercato francofono.
Nell'edizione originale rilegata il romanzo consta di 137 pagine (160 nell'edizione tascabile).

## ISBN
- ISBN 0-261-63337-6 (edizione rilegata)
- ISBN 0-7432-3041-8 (edizione tascabile)
- OCLC 185660501 (edizione inglese MacGibbon & Kee 1971)